# Amtsgericht Otterberg
Das Amtsgericht Otterberg war ein Gericht in Otterberg, dessen Gebäude mittlerweile unter Denkmalschutz steht.

## Lage
Das Bauwerk befindet sich in der örtlichen Hauptstraße, die mit der Landesstraße 387 und trägt die Hausnummer 20. Wenige Meter östlich verläuft der Otterbachs.

## Architektur
Beim Gebäude handelt es sich um einen Rotsandsteinquaderbau mit Giebelrisaliten, der um 1900 entstand.

## Geschichte
Das Gericht wurde 1879 gegründet; es unterstand dem Landgericht Kaiserslautern und war neben Otterberg zusätzlich für die Gemeinden Baalborn, Erlenbach, Heiligenmoschel, Heimkirchen, Hirschhorn, Katzweiler, Mehlbach, Mehlingen, Morbach, Neukirchen, Niederkirchen, Obersulzbach, Olsbrücken, Otterbach, Sambach, Schallodenbach, Untersulzbach und Wörsbach.  Im Zuge einer Reform wurde das Amtsgericht Otterberg in den 1960er Jahren aufgelöst und sein Zuständigkeitsbereich dem Amtsgericht Kaiserslautern zugeschlagen.